# Lingua polinomica
Il concetto di lingua polinomica definisce un insieme di varietà linguistiche che presentano alcune differenze tipologiche (sul piano della fonetica, della morfologia o della sintassi) ma considerate dai suoi locutori come dotate di una forte unitarietà, con articolazione di fenomeni tipologici (la variazione) e fenomeni di rappresentazione sociolinguistica.
Questo concetto è stato sviluppato dal linguista Jean-Baptiste Marcellesi per descrivere la situazione particolare della lingua corsa, ma facilmente adattabile ad altre lingue minoritarie.
Vi è un impatto diretto sulla politica linguistica e sul processo di normalizzazione, dando una chiara base scientifica riguardo all'idea che una data comunità linguistica è in grado di gestire la sua unità senza che questa subisca necessariamente l'imposizione di varietà a scapito di altre, evidenziando così il ruolo dei locutori nelle decisioni di politica linguistica.
Questo concetto si può confrontare con quello di lingua ausbau, o lingua che, su un piano tipologico, può essere considerata come dialetto di un'altra lingua, ma che differisce in modo significativo agli occhi degli utenti.